# Georgi I. Terter
Georgi I. Terter (auch Georg I. Terter, bulgarisch Георги I Тертер) war von 1280 bis 1292 Zar von Bulgarien. Er ist Begründer des Hauses Terter. Bis 1279 war er Despot von Tscherwen. Der Despot von Kran, Eltimir war sein Bruder.

## Leben
1279 konnte Iwan Assen III. mit byzantinischer Hilfe bulgarischer Zar werden. Der mächtige Boljar Georgi Terter wurde daraufhin nicht nur dessen erster Berater, sondern auch sein Schwager, indem er Kira-Marija heiratete. Dafür wurde seine erste Ehe mit Maria, Tochter des russischen Fürsten Jakow Swetoslaw für nichtig erklärt. Sein Sohn aus erster Ehe, Todor Swetoslaw und seine Ehefrau wurden als Geiseln nach Konstantinopel (Nikäa) gebracht.
Als 1280 Iwan Assen III. dann selber flüchten musste, wurde Georgi I. Terter bulgarischer Zar. Eine seiner ersten Handlungen war die Ehe mit der Schwester von Iwan, Kira-Maria, zu annullieren und seine erste Frau samt Sohn aus der Gefangenschaft zurückzuholen. Weiter versuchte er die politische Zerrissenheit Bulgariens zu bekämpfen. In der Gefangenschaft wurde um 1284/85 der junge Todor Swetoslaw mit der Tochter des thessalischen Sebastokrators Johannes I. Dukas verlobt. 1284 kehrte seine Mutter, Maria Terter, dank eines Abkommens, aus der Gefangenschaft zurück.
Im Falle Todor Swetaslaw konnte erst der bulgarische Patriarch Ioakim III., der 1285 eine Delegation nach Konstantinopel begleitete, Erfolge erzielen. Dabei sollte der junge Todor zu einem späteren Zeitpunkt sich mit der Tochter des byzantinischen Adligen Sinadin vermählen, was er jedoch nicht tat. Nach der Rückkehr in der bulgarischen Hauptstadt, wurde Todor von seinem Vater zum Mitzar (Mitkaiser) ernannt.
Noch im selben Jahr geriet Georgi Terter in Abhängigkeit von der Nogaier-Horde, einer Abspaltung des Khanats der Goldenen Horde, unter Khan Nogai und wurde dessen Vasall. Zur Absicherung wurde Georgi Terters Tochter mit Nogais Sohn Tschaka verheiratet und Todor Swetoslaw in die tatarische Gefangenschaft geschickt. Dort verblieb er ca. 15 Jahre. Als der bulgarische Zar um 1292 an Rückhalt und nach einer Boljarenverschwörung seinen Thron verlor, floh er nach Byzanz. Neuer bulgarischer Zar wurde mit der Billigung Khan Nogais, der Boljar Smilez.

## Familie
1. Georgi I. Terter († nach 1304), Zar von Bulgarien (1280–1292) ⚭ Maria, Tochter des russischen Fürsten Jakow Swetoslaw
  1. Theodor II. Swetoslaw, Zar von Bulgarien (1322–1323)
  2. Anna Terter ⚭ 1284 Stefan Uroš II. Milutin, König von Raska
  3. unbekannt ⚭ Chaka Nogai, Zar von Bulgarien (1299–1300)
2. Georgi I. Terter ⚭ Kira-Marija Assenina, Tochter des Zaren Mizo Assen